# Jerry Leiber
Jerry Leiber, all'anagrafe Jerome Leiber (Baltimora, 25 aprile 1933 – Los Angeles, 22 agosto 2011), è stato un paroliere statunitense.
La sua fama è legata in modo particolare alle canzoni scritte su musica di Mike Stoller e portate al successo da molti artisti, di cui senza dubbio il più importante è stato Elvis Presley.

## Biografia
La sua notorietà iniziò nel 1953 quando Big Mama Thornton registrò Hound Dog, che entrò nelle classifiche di vendita e fu poi reinciso in chiave rock&roll da Elvis Presley.
Tra le canzoni scritte senza la collaborazione con Stoller ma con altri autori da ricordare Jackson, incisa dal The Kingston Trio e poi successo di Johnny Cash e June Carter, scritta con  Billy Edd Wheeler (con cui scrisse altri brani, come After Taxes, incisa dallo stesso Wheeler), Spanish Harlem, scritta con Phil Spector per Ben E. King (con Spector scrisse anche Body Calling e Gimme The Woman), Past, present and future scritta con Artie Butler e George Morton e incisa dalle Shangri-Las, Down Home Girl, scritta con il solo Butler per Alvin Robinson e ripresa l'anno dopo dai Rolling Stones negli album The Rolling Stones No.2 e The Rolling Stones, Now!. Nel 1995 scrisse Forgive Me Jah sempre con Butler e con Super Cat, incisa da quest'ultimo.
Morì a causa di un'insufficienza cardiopolmonare.

## Principali canzoni composte da Jerry Leiber
- Charlie Brown
- Hound Dog
- I'm a Woman
- Is That All There Is?
- Jailhouse Rock
- Kansas City
- Love Potion No. 9
- Lucky Lips
- On Broadway
- Poison Ivy
- Ruby Baby
- Searchin'
- Smokey Joe's Cafe
- Stand by Me (con Ben E. King)
- Yakety Yak
- Young Blood (con Doc Pomus)
- (You're So Square) Baby I Don't Care

## Premi e riconoscimenti
Nel 1985 il suo nome venne inserito nella Songwriters Hall of Fame insieme a quello di Stoller. Nel 1987 il duo venne anche ammesso nella Rock and Roll Hall of Fame.